# ヨーロッパ反資本主義左翼
ヨーロッパ反資本主義左翼（英: European Anticapitalist Left、EACL）は、ヨーロッパにおける反資本主義政党の非公式なネットワーク。
2000年3月にリスボンでスコットランド社会党、ポルトガルの左翼ブロック、デンマークの赤緑連合、フランスの反資本主義新党、トルコの自由と連帯党の代表団が集まって初めての会議が開かれ、以後6ヶ月ごとに協議を行っている。
上記の政党のほか、イギリスのリスペクト、社会主義労働者党、社会党およびルクセンブルクのラ・ゴーシュ、スペインの反資本主義左翼、バスクのスティク、スイスの連帯が加盟し、オブザーバーとしてイタリアの共産主義再建党とギリシャのシナスピスモスが定期的に参加している。
EACLは資本主義ヨーロッパの統合に反対しており、全会一致で欧州憲法に対する反対決議を採択している。2005年10月、ロンドンにおいて連帯の促進と大衆に対する鮮明化を決議した。